# 프리캐스트 콘크리트

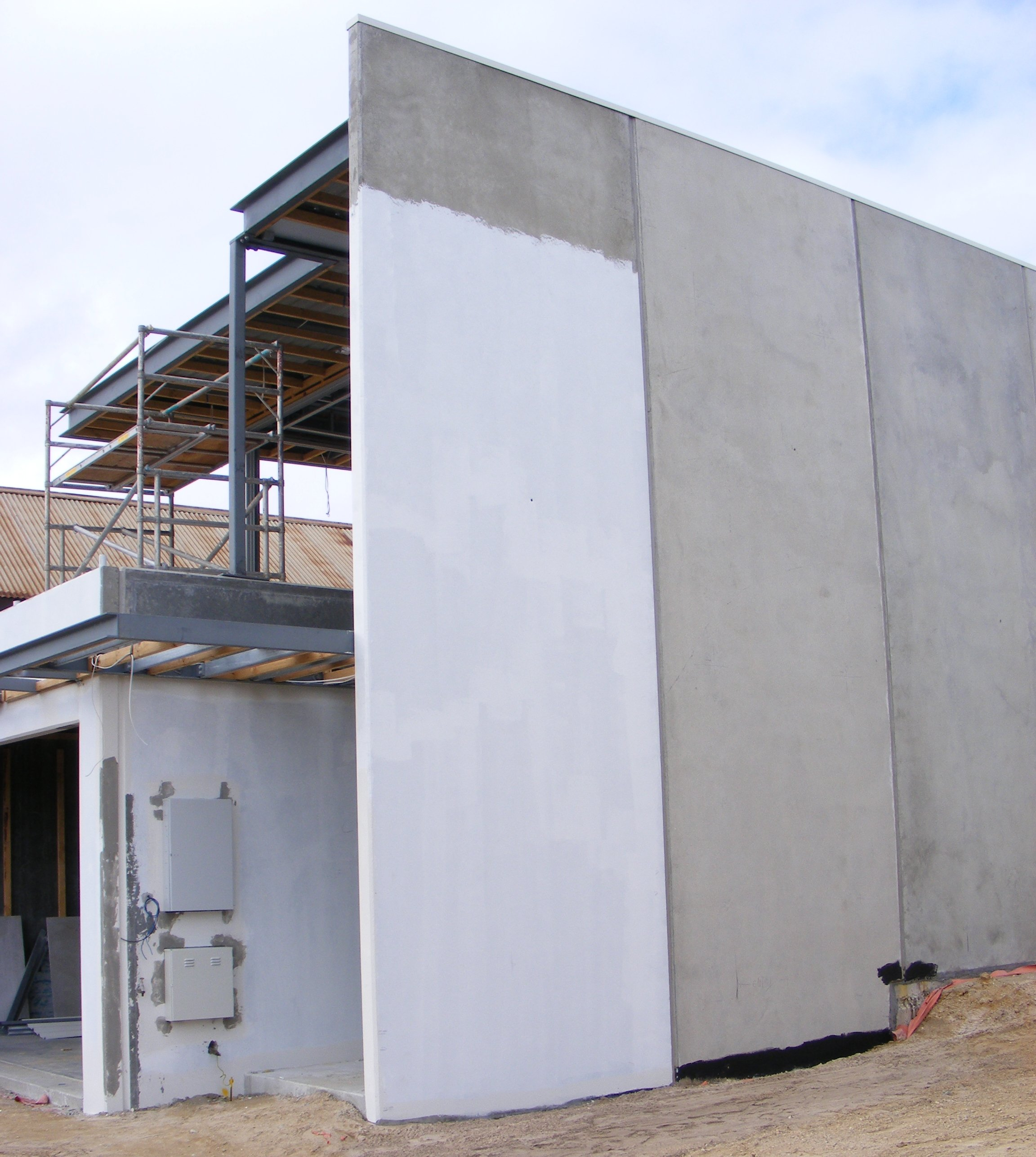

프리캐스트 콘크리트(영어: Precast concrete)는 재사용 가능한 조형으로 콘크리트를 주조하여 만든 이후 통제된 환경에서 저장하고 건설 현장으로 이송, 틸트업 가공되는 구조물이다.
프리캐스트는 내외벽 안에 사용된다. 통제된 환경(프리캐스트 공장)에서 프리캐스트 콘크리트를 생산하며 프리캐스트 콘크리트는 적절히 보존되며 공장 직원들에 의해 세세히 모니터링을 받는다.

## 같이 보기
- 프리스트레스트 콘크리트